# Laurie Parsons
Laurie Parsons (* 1959 in Mount Kisco, New York, Vereinigte Staaten) ist eine Künstlerin des Minimalismus, die sich nach zehnjähriger Präsenz aus dem Kunstbetrieb zurückgezogen hat und sich nun sozial engagiert.

## Leben und Werk
Laurie Parsons hatte ein gutbürgerliches, weltoffenes Elternhaus. Ihre Mutter führte eine Galerie und ermöglichte ihr den frühen Kontakt zu Kunst und Künstlern. Laurie Parsons absolvierte bis 1983 ein Kunststudium an der Yale University. Während sie sich als Verlagsangestellte ihren Lebensunterhalt sicherte, experimentierte sie mit Fotografien, Texten und Holzmalerei.
1986 sammelte sie bei Spaziergängen Weggeworfenes, Ausrangiertes aus Haushalt und Industrie auf. Sie fand, dass diese Dinge jene besondere Ausstrahlung wie die von Kunstwerken besäßen. 1987 beteiligte sie sich mit ihren zu Kunstobjekten deklarierten Fundstücken an einer Gruppenausstellung. Im folgenden Jahr hatte sie dann eine Einzelausstellung in der Lorence-Monk Gallery in New York. 1989 zeigte sie dasselbe bei Rolf Ricke, dessen Kölner Galerie eine der ersten europäischen Schauplätze für Minimalismus-Künstler wie Barry Le Va, Richard Serra und Keith Sonnier war. Die auf dem Boden entlang der Wände ausgelegten Fundstücke, die je nach Erhaltungszustand noch als Gegenstände oder nur als bloße Materialien (wenn sie dies ohnehin nicht schon von Beginn an waren) zu erkennen waren, hatten ihre Funktion und dadurch ihren Alltagswert eingebüßt. Sie standen in keinerlei Verbindung zueinander und bildeten lediglich die Chronologie ihres Auffindens ab. Unter ihnen befand sich ein Haufen Holzkohle, eine verwitterte Seilrolle, ein zerbeulter Koffer, eine gelbe Nylonschlinge, ein entwurzelter Baumstamm, ein deformierter Bettrahmen und Ähnliches. In New York wurde nichts verkauft, aber in Köln ging die Objekt-Anordnung geschlossen an einen Sammler. Parsons verlangte daraufhin, dass nichts mehr von dem, was sie künftig zeigen würde, verkauft werden dürfe. Außerdem appellierte sie, bereits verkaufte Stücke nicht zu Ausstellungszwecken zur Verfügung zu stellen.
1988 trug Parsons von einem 150 Quadratmeter großen Plateau neben dem Hudson River die obere Schuttschicht ab. Sie erhielt ein Gemisch aus Detritus und zivilisatorischen Kleinteilen, Müllanwehungen wie Sojasoße-Portionstütchen oder Lotteriescheinen, ebenso wie Verlorenes wie Schlüssel oder Fahrradventile. Zu einer geplanten Galerieboden-Komplettbedeckung kam es nicht, weil ihr Field of Rubble genanntes Werk im Zwischenlager zerstört wurde. Drei ihrer im Jahr darauf entstandenen Werke gab sie die Namen Pieces, Dried Mud, Rocks, etc und troubled. Für ihre zweite Ausstellung in der Lorence-Monk Gallery 1990 ließ sie die Räume völlig leer und auch die Einladungskarten enthielten nichts anderes als die Galerieadresse. Ende des Jahres installierte sie Videokameras in ihrer Atelier-Wohnung. Die Live-Bilder wurden rund um die Uhr in eine Galerie übertragen. Bei Abwesenheit gab es nur die unbelebten Zimmer zu sehen und nachts lief die Übertragung kontinuierlich weiter, obwohl am Ausstrahlungsort niemand zuschauen konnte. 1991 bot Udo Kittelmann Parsons eine Präsentation im Forum Kunst Rottweil an. Sie zog für sieben Wochen in den Ausstellungsraum und ging einer Arbeit in einer örtlichen psychiatrischen Klinik mit entwicklungsbehinderten Kindern nach. Die Aktion lockte viele Einheimische an, die noch nie in diesem Museum waren. Sie waren eingeladen mit Parsons zusammen Zeit zu verbringen. 1992 beteiligte Parsons sich an der Ausstellung The Big Nothing im New Museum of Contemporary Art in New York. Die meisten Künstler spielten Verstecken mit ihrer Kunst und installierten sie an der Decke oder an anderen unwahrscheinlichen Orten. Parsons steuerte einen Stapel mit 300 Ein-Dollar-Noten bei und wies die Wachen an, sich nicht einzumischen, wenn die Leute sich daran bedienen, was tatsächlich allzu bald passierte.
Parsons ging schließlich zu immateriellen Ausstellungsarbeiten über, beispielsweise indem sie Einlass- und Aufsichtspersonal, das üblicherweise die Kunst nicht kommentieren oder sogar bewerten darf, zu wandelnden Informationsträgern und Kunstdiskutanten ausbildete.
1994 stieg Parsons aus dem Kunstbetrieb aus, um sich sozial Benachteiligten zuzuwenden, hauptsächlich den psychisch Kranken. Sie arbeitete mit der National Alliance on Mental Illness (NAMI) zusammen. Neben ihrem sozialen Engagement schreibt sie, oder wie sie es ausdrückt: „sammelt Worte, wie sie vorher Dinge gesammelt hat“. Sie plant jedoch keine Veröffentlichung zu Lebzeiten.
Im Jahr 2019 wurde im Museum Abteiberg in Mönchengladbach die Einzelausstellung Laurie Parsons. A Body of Work 1987 ausgerichtet, in der ausschließlich Werke aus dem Jahr 1987 gezeigt wurden, die Parsons unter dem Titel A Body of Work fasste und gesamthaft an eine deutsche Privatsammlung verkaufte.

## Stil
Das Internetportal galleriesnow.net schreibt, Laurie Parsons’ aufgelesene, funktionslos gewordene Dinge trügen die Stigmata der Verlassenheit und der Erosion der Zeit. Im Museum nähmen diese kleinen städtischen Wracks eine besondere Stärke an und führten die Straße auf brutale Weise in die Heimat der Kultur ein. Obwohl Parsons, meint der Kunstkritiker Martin Herbert, die erste Künstlerin war, die Straßenmüll in die Galerie brachte, seien in ihren Arbeiten doch retrospektive Aspekte erkennbar, vor allem der „Readymade“-Gedanke, die „Environment“-Methode, die in den späten 1960er Jahren vorherrschend war, beziehungsweise die postminimalistische Streu-Installation.
Sowohl galleriesnow als auch Herbert, genauso wie Bob Nickas, Koryphäe und Kurator auf dem Gebiet der Abstrakten Kunst, entdeckten im Field of Rubble Robert Smithsons Praktiken wieder: zum einen dessen „Non-Sites“, was in etwa „Landschaftsextraktionen“ bezeichnet, zum anderen die „entropische Dimension“, die ein nicht-starres Kunstwerk, das sich der jeweiligen Raumweite anpassen kann und das durch Publikumsbegehung zwangsläufig verändert wird, mit sich bringt.
Die Idee der Begehbarkeit ihres Schotterfeld-Vorhabens bildete bei Parsons den Ausgangspunkt für eine Hinwendung zur Interaktion zwischen Künstlerin und Publikum, die in der Rottweiler Veranstaltung ihre stärkste Ausprägung fand.
Die unbestückte Lorence-Monk Gallery 1990 habe das Leerraumkontinuum von Yves Klein über Michael Asher bis zu Christopher D’Arcangelo zurückgerufen, erklärt Herbert weitere mögliche Vorbilder. Mit dem Wissen um Parsons’ Abkehr vom Kunstbetrieb erscheint der französischen Kunsthistorikerin Anna Dezeuze im Rückblick die leere Galerie allerdings weniger als ein Kunstwerk gedacht gewesen zu sein als vielmehr Provokation, Dissens und Kritik.
Darüber hinaus trägt Parsons laut Herbert Wesenszüge von Charlotte Posenenske und Cady Noland in sich, nämlich das aus einem Unbehaglichkeitsgefühl resultierende Fremdeln mit dem Kunstbetrieb und in letzter Konsequenz der Ausstieg daraus (Posenenske) sowie die „After-Sales-Kontrolle“, das heißt der Wunsch nach Nichtausstellung von Verkauftem (Noland).